# 中高津
中高津（なかたかつ）は、茨城県土浦市の町名。現行行政地名は中高津一丁目から中高津三丁目。郵便番号は300-0815。

## 地理
土浦市の地理的中央からやや南西寄りに位置する。

## 町名の変遷
| 実施後       | 実施年月日   |
| ------------ | ------------ |
| 中高津一丁目 | 1977年5月1日 |
| 中高津二丁目 | 1977年5月1日 |
| 中高津三丁目 | 1977年5月1日 |

## 世帯数と人口
2017年（平成29年）8月1日現在の世帯数と人口は以下の通りである。
| 丁目         | 世帯数    | 人口    |
| ------------ | --------- | ------- |
| 中高津一丁目 | 483世帯   | 1,127人 |
| 中高津二丁目 | 770世帯   | 1,841人 |
| 中高津三丁目 | 249世帯   | 584人   |
| 計           | 1,502世帯 | 3,552人 |

## 交通

### バス
| 系統 | 主要経由地                                                                 | 行先                       | 運行会社     |
| ---- | -------------------------------------------------------------------------- | -------------------------- | ------------ |
| 循環 | 土浦駅・土浦市役所・土浦保健所・大手町                                     | 市役所循環                 | キララちゃん |
|      | 土浦駅・国立病院入口・中高津・土浦四中入口・天川団地入口・土浦土木事務所前 | 土浦駅西口・桜ニュータウン | ■関鉄        |
|      | 土浦駅・国立病院入口・中高津・土浦四中入口・天川団地入口・学園並木         | 土浦駅西口・水海道駅       | ■関鉄        |
|      | 土浦駅・国立病院入口・中高津・土浦四中入口・天川団地入口・大房             | 土浦駅西口・荒川沖駅西口   | ■関鉄        |

### 道路
- 国道6号土浦バイパス
- 国道354号

## 施設
- 茨城県土浦土木事務所
- 土浦市立土浦第四中学校
- 土浦下高津郵便局
- 土浦市営中高津住宅
- 大堀第1公園
- 大堀第2公園
- 中高津二丁目第1公園
- 中高津二丁目第2公園
- 中高津二丁目第3公園
- 中高津二丁目第4公園
- 中高津二丁目第6公園
- 中高津三丁目公園
- 常陽銀行高津支店
- 筑波銀行高津出張所

## 小・中学校の学区
市立小・中学校に通う場合、学区は以下の通りとなる。
| 丁目   | 番地 | 小学校               | 中学校                 |
| ------ | ---- | -------------------- | ---------------------- |
| 一丁目 | 全域 | 土浦市立下高津小学校 | 土浦市立土浦第四中学校 |
| 二丁目 | 全域 | 土浦市立下高津小学校 | 土浦市立土浦第四中学校 |
| 三丁目 | 全域 | 土浦市立下高津小学校 | 土浦市立土浦第四中学校 |